# Fonte di San Francesco
La Fonte di San Francesco un edificio religioso situato in via di San Vito 8, a Firenze. È parte di un ex monastero, fondato da Sant'Agnese d'Assisi e poi demolito nel XVI secolo.

## Storia
A partire dal 1218, Firenze ospitò il secondo monastero delle clarisse di Santa Chiara d'Assisi. La fondatrice dell'Ordine inviò sua sorella, Agnese, dal monastero di San Damiano, nella collina di San Vito per fondare un cenobio. Tale edificio religioso fu costruito in un terreno donato da un ricco fiorentino, tal Forese Villicuzzi.
Si narra che, durante la Quaresima dell'anno 1221, san Francesco fu ospitato nel monastero. Continua la leggenda dicendo che il santo assisiate fece sgorgare miracolosamente dell'acqua pura per i bisogni delle consorelle.
Nel 1260, sulle vestigia del primitivo cenobio, venne costruito, per volontà del cardinal Ottaviano Ubaldini, il monastero di Santa Maria a Monticelli. Il monastero verrà demolito durante l'assedio di Firenze nel 1529. .
Oggi rimane solamente una Cappellina, costruita nel XVIII secolo, attorno a questa fonte, ancora ricca di acqua. La cappella presenta un altare e presenta notevoli affreschi.